# Burgstraße 27 (Runkel)

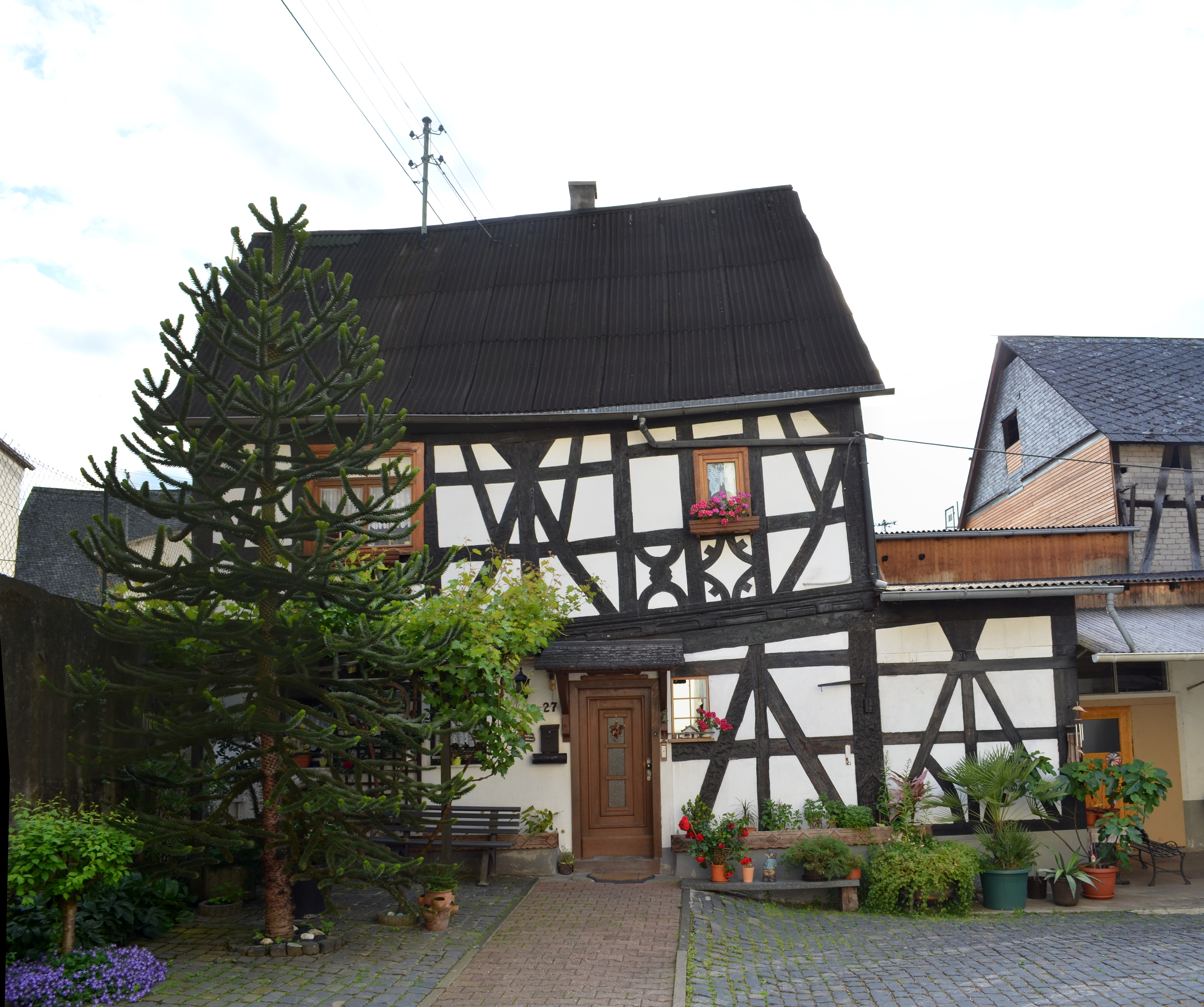
Fachwerkhaus Burgstraße 27 in Runkel

Das Gebäude Burgstraße 27 in Runkel, einer Gemeinde im mittelhessischen Landkreis Limburg-Weilburg, wurde Anfang des 18. Jahrhunderts errichtet. Das zweigeschossige Fachwerkhaus ist ein geschütztes Kulturdenkmal. 
Das Wohnhaus einer kleinbäuerlichen Hofreite hat über dem teilweise erneuerten Erdgeschoss einen Zweizonenaufbau mit Mannfiguren. Die paarweise angeordneten Fenster hatten vermutlich fränkische Rahmungen. Darunter sind symmetrisch angeordnete Brüstungsfelder mit Feuerböcken und Rauten. 